# Нестанак десног крила
„Нестанак десног крила” (енгл. The Adventure of the Missing Three-Quarter) је једна од 56 приповедака о Шерлоку Холмсу које је написао Артур Конан Дојл и једанаеста је прича у збирки кратких прича Повратак Шерлока Холмса. Објављена је у британском часопису The Strand Magazine у августу 1904, као и у америчком часопису Collier's 26. новембра исте године.

## Радња
Сирил Овертон са Тринити колеџа у Кембриџу долази код Шерлока Холмса тражећи његову помоћ због нестанка Годфрија Стонтона. Стонтон је кључни играч у Овертоновом рагби јунион тиму (који игра на позицији десног крила, отуда и наслов приче) и они неће победити у важном мечу следећег дана против Оксфорда ако Стонтон не буде пронађен. Холмс признаје да је спорт ван његовог поља, али показује исту бригу коју је исказао према другим случајевима.
Стонтон је раније током дана деловао помало бледо и узнемирено, али касно увече, према речима хотелског портира, у хотел је дошао груби, брадати мушкарац са поруком за Стонтона која је, судећи по његовој реакцији, садржала прилично поражавајуће вести. Затим је са брадатим странцем изашао из хотела и њих двојица су око пола десет виђени како трче у правцу Стренда. Од тада их нико није видео.
Овертон се послао телеграм Кембриџу како би сазнао да ли је Стонтон тамо виђен; међутим њега и даље нема. Такође је контактирао лорда Маунт-Џејмса, Стонтоновог веома богатог ујака и најближег живог рођака, али није добио одговор. Стонтон је наследник осамдесетогодишњег лорда Маунт Џејмса, али он у међувремену мора да живи у релативном сиромаштву због шкртног понашања свог ујака. У међувремену, Холмс испитује портира. Брадати човек који је донео поруку није био ни џентлмен ни радник, а чинило се да и њему нешто смета, јер му је рука дрхтала док је Стонтону пружао поруку. Једина реч коју је портир чуо у њиховом кратком разговору била је „време”.
У шест сати, портир је донео Стонтону телеграм и видео је да Стонтон пише одговор. Стонтон је рекао портиру да ће га сам послати. Холмс гледа у телеграфске формуларе у Стонтоновој соби, а затим у упијач, коначно проналазећи траг. Отисак на упијачу открива део поруке коју је Стонтон послао: „Останите уз нас за име Бога”. Очигледно је још најмање једна особа умешана („нас”), и постоји нека врста опасности. Други папири који су остали у просторији дају трагове.
Лорд Маунт-Џејмс такође накратко долази у посету, али Холмсу не може дати никакве корисне информације о томе где се налази његов нећак. Чини се да је стари шкртац потпуно згрожен могућношћу да би то могла бити отмица чији би циљ био да изнуди његово богатство. Холмс и Вотсон затим одлазе у телеграфску станицу где Холмс обмањује жену која ради тамо да му покаже талон поруке коју је Стонтон послао. Била је упућена доктору Леслију Армстронгу, медицинском академику на Кембриџу. Њих двојица одлазе да га виде.
Армстронг говори Холмсу да је Стонтон његов блиски пријатељ. Нема претеране реакције када чује да је Стонтон нестао, и тврди да не зна где се налази, нити да га је недавно видео. Такође каже да је Стонтон веома здрав, али Холмс му тада даје један од Стонтонових папира, новчаницу од тринаест гвинеја од Армстронга. Бесан, Армстронг одбија да настави да одговара на питања, пориче да је добио телеграм од Стонтона и говори свом батлеру да избаци Холмса и Вотсона. Они одседају у гостионици прекопута Армстронгове канцеларије, где могу да га посматрају.
Холмс спроводи неке истраге. Човек у дворишту испред гостионице каже Холмсу да се Армстронг, иако не спроводи медицинску праксу, редовно одлази кочијом негде у селу. Чини се да повратно путовање траје око три сата. Холмс покушава да прати кочију на једном од његових излета, користећи бицикл за ту сврху. Армстронг га омета, након што сасвим јасно даје до знања да је свестан да га Холмс прати. Он успева да умакне Холмсу. Следећег дана, Холмсове истраге у свим локалним селима пропадају; нико није видео да докторова кочија пролази кроз њихово село.
Мистерију је коначно разрешио Помпи, мешанац бигла и лисичара, који прати докторову кочију до викендице на селу након што је Холмс премазао њене точкове уљем од аниса. Оно што Холмс налази није пријатно. Стонтон је ту, али тугује за својом младом женом, која је управо умрла од туберкулозе. Њено постојање је држано у тајности, јер лорд Маунт-Џејмс не би одобрио брак и одрекао би се свог нећака. Армстронг је обавестио њеног оца о њеном стању, а брадати странац је неразумно обавестио Стонтона, који се осећао принуђеним да одмах пожури до ње.

## Историја објављивања
Приповетка је објављена у британском часопису The Strand Magazine у августу 1904, као и у америчком часопису Collier's 26. новембра исте године. Прича је објављена са седам илустрација Фредерика Дора Стила у часопису Collier's и са седам илустрација Сиднеја Паџета у часопису The Strand Magazine. Уврштена је у збирку кратких прича Повратак Шерлока Холмса, која је објављена у САД у фебруару 1905. и у Великој Британији у марту исте године.

## Адаптације

### Филм и телевизија
Кратки неми филм адаптиран по овој причи објављен је 1923. године, као део филмског серијала са Еје Норвудом у улози Шерлока Холмса и Хјубертом Вилисом као др Вотсоном.

### Радио
Радио-адаптација ове приповетке емитована је као епизода америчке радио-серије Авантуре Шерлока Холмса. Епизоду је адаптирала Едит Мејзер и емитована је 8. јуна 1931, са Ричардом Гордоном као Холмсом и Лијем Ловелом као др Вотсоном. Друга продукција у истој серији заснована на причи емитована је 1932. године.
Мејзерова је такође адаптирала ову причу као епизоду америчке радио-серије Нове авантуре Шерлока Холмса, са Бејзилом Ратбоном као Холмсом и Најџелом Брусом као Вотсоном, која је емитована 29. децембра 1940. године.
Приповетку је 1955. адаптирао Феликс Фелтон као радио продукцију за BBC Home Service, као део радио-серије из 1952–1969. у којој су глумили Карлтон Хобс као Холмс и Норман Шели као Вотсон, са Фелтоном као лордом Маунт-Џејмсом и Роналдом Симпсоном као др Леслијем Армстронгом. Хобс и Шели су такође играли Холмса и Вотсона у адаптацији ове приче која је емитована на BBC Light програму 1962. године, коју је адаптирао Мајкл Хардвик.
Године 1993. приповетка је драматизована за BBC Radio 4 од стране Роџера Дејнса као део радио-серије из 1989–1998. са Клајвом Мерисоном у улози Холмса, Мајклом Вилијамсом као Вотсоном, Питером Џефријем као др Армстронгом и Питером Хауелом као лордом Маунт-Џејмсом.
Прича је 2013. адаптирана као епизода Класичних авантура Шерлока Холмса, серијала у америчкој радио-емисији Imagination Theatre, у којој су глумили Џон Патрик Лоури као Холмс и Лоренс Алберт као Вотсон.